# ディノ・ホティッチ
ディノ・ホティッチ（Dino Hotić、1995年7月26日 - ）は、ボスニア・ヘルツェゴビナのサッカー選手。ボスニア・ヘルツェゴビナ代表。エクストラクラサ・レフ・ポズナン所属。ポジションはミッドフィールダー。

## クラブ経歴
2012-13シーズンにNKマリボルで選手となった。翌シーズンはNKヴェルジェイに期限付き移籍。2014-15シーズンはNKマリボルBで出場しながらトップチームでも出場した。2016年にNKクルシュコに半年の期限付き移籍。以降はマリボルの主力として活躍した。
2020年1月にサークル・ブルッヘに完全移籍。1月19日、アントワープ戦で公式戦デビューを果たし、2月8日のKVメヘレン戦で移籍後初ゴールを決めた。
2023年7月12日、エクストラクラサのレフ・ポズナンに3年契約でフリー移籍した。

## 代表歴
年代別代表ではスロベニア代表としてU-16からU-21までの各年代で出場した。2019年1月24日にはスロベニアB代表としても出場した。
しかし同年10月にボスニア・ヘルツェゴビナ国籍を取得しボスニア・ヘルツェゴビナ代表の招集を受けた。11月18日に行われたリヒテンシュタイン代表戦でハーフタイムに投入されボスニア・ヘルツェゴビナ代表初出場を記録した。

## 家族
本人はリュブリャナ生まれではあるが、両親は現ボスニア・ヘルツェゴビナ連邦クリュチの出身である。